# Barlangi vakgőte
A barlangi vakgőte (Proteus anguinus) a kétéltűek (Amphibia) osztályának farkos kétéltűek (Caudata) rendjébe, ezen belül a kopoltyús gőtefélék (Proteidae) családjába tartozó Proteus kétéltűnem egyetlen élő faja.
Más elnevezései: barlangi gőte, barlangi változány, emberhal (a délszláv nyelvterületen ez az általános elnevezése), halgyík, halgőte vagy olm.

## Előfordulása
Európában, Bosznia-Hercegovina, Horvátország, Szlovénia, Montenegró és Olaszország területén honos. Föld alatti karsztbarlangokban és barlangi tavakban él. Valódi barlanglakó (troglobiont) faj. A troglobiont fajokra jellemzően teljesen alkalmazkodtak a barlangi környezethez. 1935-ben a Postojna-barlang igazgatósága 5 példányt ajándékozott a Baradlának. Az állatokat a barlang egyik vízmedencéjében helyezték el, további sorsuk ismeretlen.

## Alfajai
- Proteus anguinus anguinus (Laurenti, 1768)
- Proteus anguinus parkelj (Sket & Arntzen, 1994)

## Megjelenése
Testhossza 30 centiméter. Teste vékony, hengeres, lábai rövidek. Mellső lábán három, a hátsón két ujj található. Mivel sötétben él, szeme visszafejlődött, ezért nem lát. Külső kopoltyúja vörös színét kivéve fehér.

## Életmódja
Kis férgekkel, rákokkal és halakkal táplálkozik.
|  |

## Szaporodása
Belső megtermékenyítéssel szaporodik, általában 40 petét rak, melyek 4 hónap múlva kelnek ki.

## Kapcsolódó szócikk
- Barlangi élettan